# ライヒスコンコルダート
ライヒスコンコルダート（ドイツ語: Reichskonkordat）は、1933年7月20日にドイツとバチカンとの間で結ばれ、同年9月10日に発効したコンコルダート（政教条約）である。

## 前史
プロテスタントを国教とするドイツ帝国時代のドイツにおいて、カトリック教徒の自由は極めて制限されたものであった。ドイツ革命後、バチカンは諸教会の権利をドイツ国内で確定させる必要が生まれ、ヴァイマル共和政政府側でも教会と何らかの合意を行うことで、中央政権としての正統性が得られると考えるようになった。1920年の初頭からバイエルン州政府と政教条約締結交渉を行った。交渉は難航したが、1924年になってようやく双方で合意がみられ、1925年にバイエルン・コンコルダートが締結された。この交渉に参加したのが当時ミュンヘン駐在の教皇使節であったエウジェニオ・パチェッリ枢機卿（後の教皇ピウス12世）であった。パチェッリはプロイセン州やドイツ国とも政教条約締結の必要があると考え、ヴァイマル共和政政府と交渉を行った。
バイエルン・コンコルダートの締結交渉の最中の1920年6月1日、ドイツ外務省はドイツ側からの8点の要求をまとめ、ミュンヘンに送付した。1921年1月6日にはこの8点の要求を骨子とした基本草案「デルブリュク草案」が外務省によってまとめられた。ドイツ国首相ヨーゼフ・ヴィルトはバチカン側の要求をまとめることを要請し、11月15日には「バチカン暫定案」が提出された。1922年には駐バチカンドイツ大使ディエゴ・フォン・ベルゲンが政教条約の草案を作成し、1924年と1926年には「デルブリュック草案」を拡大した草案が策定された。1929年には「祝祭的協定」が締結され、ドイツの3分の2の地域がバチカンと何らかの協定を締結した。しかしこの頃から中央政府が不安定となり、ドイツ国との政教条約締結交渉は暗礁に乗り上げた。

## ナチスとの締結交渉

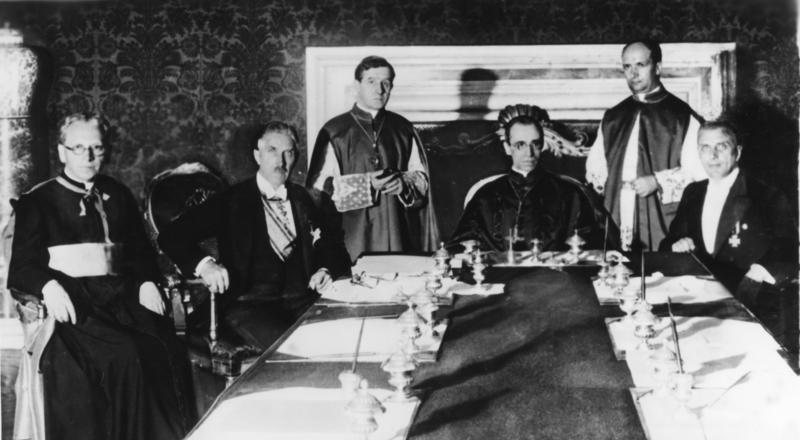
ライヒスコンコルダート交渉。左からカース、パーペン副首相、ジュゼッペ・ピアッツァード大司教、パチェッリ枢機卿国務長官（ピウス12世）、アルフレド・オッタビアーニ司祭、ルドルフ・ブットマン内務次官。

ナチズムのキリスト教観はカトリックと大きく相違しており、国家社会主義ドイツ労働者党（ナチ党）員が教会を攻撃する事件もしばしば発生していた。これをうけてドイツのカトリック教会は信徒にナチ党へ参加することを禁止する通達を行っていた。1933年1月30日のナチ党の権力掌握後はバチカンがナチ党政府にどういう対応を行うかが注目されていた。
3月13日にはミュンヘンの大司教ミヒャエル・フォン・ファウルハーバーが教皇ピウス11世の言葉として「貴殿（アドルフ・ヒトラー）はボルシェヴィズム（共産主義）と手を切った最初の指導者である」とヒトラーを賞賛したという報道がドイツで行われた。3月23日にはナチ党政府が「政府声明」を行い、これをうけて3月28日にはカトリック教徒のナチ党参加禁止令が解除された。ナチ党政府はこれを「カトリック教会がナチス・ドイツを承認した」と喧伝した。一方でナチ党員による教会攻撃はなおも激化し、6月にはドイツの司教団が具体的なライヒスコンコルダート制定を訴え、攻撃から教会を守ろうとした。
ヒトラーはかつてカトリック政党中央党に所属していた副首相フランツ・フォン・パーペンを政教条約交渉の担当者に任命した。パーペン自身は「良きカトリックとしての義務」からベルリンとローマを仲介したと回想している。4月7日にパーペンは中央党の党首ルートヴィヒ・カースとともにローマに赴いた。パーペンとカースは枢機卿国務長官となっていたパチェッリとの交渉を開始し、過去に提示されていた草案を中心として合意案が策定された。
1933年7月20日、ヒンデンブルク大統領とピウス11世の名で条約締結が発表された。

## 条約の内容
この条約によって、ドイツ国内に於けるカトリック教会の存在が認められ、聖職者の人事も教会の同意無しには動かせないと定められた。
32条には「（教会側が）ドイツ国や州において聖職者が政党に参加することを禁止する布告を出す」という条文があり、これは聖職者が多く参加していた中央党の解散を意味していた。このためカースや教会が中央党を売り渡したという批判が存在している。

## 締結後
ナチスはこの条約締結を、バチカンがナチズムを承認したとして大いに宣伝材料とした。しかし条約締結にもかかわらず、ナチス政府はカトリックへの圧迫を継続した。ピウス11世は1937年の回勅「ミット・ブレネンダー・ゾルゲ」でナチズムやライヒスコンコルダート違反の教会圧迫を強く批判している。しかし政教条約は破棄されずに継承されている。
1954年9月には西ドイツがライヒスコンコルダートが無効であるという訴えを連邦憲法裁判所に行った。 1957年3月、憲法裁判所は条約策定の大半がヴァイマル共和政時代に行われたことなどを理由にしてライヒスコンコルダートが有効であると判決している。
2004年には教皇ヨハネ・パウロ2世はトリーア大学の教授に就任する筈だった神学者のレギーナ・クヴィン博士の人事を取り消した。これもライヒスコンコルダートが根拠となっている。